# Некипелов, Виктор Александрович
Виктор Александрович Некипелов (29 сентября 1928, Харбин — 1 июля 1989, Париж) — русский поэт и публицист, правозащитник, участник диссидентского движения, член Московской Хельсинкской группы. По образованию — врач-фармацевт.

## Биография
Родился в китайском городе Харбин в семье работников Китайской восточной железной дороги. Переехал с матерью в СССР в 1937 году. В 1939 году мать была арестована и умерла, находясь в заключении. В 1950 году с отличием окончил Омское военно-медицинское училище. В 1960 году, также с отличием, окончил военно-фармацевтический факультет Харьковского медицинского института. В 1969 году заочно окончил Литературный институт им. Горького.
В 1960-е жил на Украине (в Ужгороде и Умани), работал фармацевтом и заведующим аптекой. В 1966 году в Ужгороде издан сборник стихотворений Некипелова «Между Марсом и Венерой», в дальнейшем печатался в самиздате. Автор стихов, прозы, переводов; советские издательства отказывались публиковать его произведения по идеологическим соображениям.
С середины 1960-х годов Некипелов под влиянием бывших заключённых сталинских лагерей Е. Олицкой и Н. Суровцевой, живших в Умани, стал на путь духовного противостояния режиму. В августе 1968 году он вместе с женой изготовил и разбросал в Умани листовки, в которых высказывался протест против ввода войск в Чехословакию (авторы листовок найдены не были). Начал общаться с московскими и украинскими правозащитниками, что привлекло к нему внимание КГБ. В 1970 году Некипелова уволили с работы.
В 1970—1974 годах он был заведующим аптеками в городе Солнечногорске (Московская область), затем в Камешково (Владимирская область). Подвергался постоянным обыскам и допросам.
В июле 1973 года Некипелова арестовали. В мае 1974 года он осуждён Владимирским областным судом по статье 190.1 УК РСФСР к 2 годам заключения за распространение антисоветских материалов, в том числе «Хроники текущих событий» и собственных стихов. Во время следствия был направлен на судебно-психиатрическую экспертизу во Владимир, где было вынесено заключение о возможном наличии у него вялотекущей шизофрении, затем — в Институт Сербского, где находился с 15 января по 15 марта 1974 года и был признан психически здоровым. Год пробыл в колонии общего режима под г. Владимиром. Освободился в июле 1975 года, вернулся в Камешково, работал врачом-лаборантом.
После ареста и особенно после освобождения Некипелова многие его произведения были опубликованы в русских зарубежных издательствах; некоторые его работы читались в передачах западного радио. В 1975—1979 годах был очень активным участником правозащитного движения. Подписал множество правозащитных документов, стал известным автором самиздата. О своём пребывании на экспертизе в Институте Сербского рассказал в книге «Институт дураков» (1976), в соавторстве с А. П. Подрабинеком написал книгу «Из желтого безмолвия» (1975) о карательной психиатрии в СССР. Автор очерков «Опричнина 77», «Опричнина 78», «Опричнина 79», «Кладбище побежденных», «Сталин на ветровом стекле» и многих других. Был составителем сборника «Опричнина-78 продолжается» совместно с Т. С. Осиповой. Тексты Некипелова публиковались в эмигрантском журнале «Континент», в московском самиздатском журнале «Поиски».

Обложка книги В. Некипелова «Институт дураков»

В 1977 году принят в члены французского отделения ПЕН-клуба. Член Московской Хельсинкской группы с того же года, активно участвовал в её работе. Помогал многим обращавшимся к нему людям, в том числе рабочим, инвалидам; немало сделал для защиты рабочих М. Кукобаки, Э. Кулешова, Е. Бузинникова, арестованных в 1978 году (очерки Некипелова в их защиту читались по западному радио). Участник создания Группы по защите прав инвалидов в СССР.
В марте 1977 года подал заявление о выезде из СССР, ответа на которое от властей не получил, затем — заявление с отказом от советского гражданства. Свыше двух лет продолжал борьбу за выезд из Советского Союза, обращаясь по этому поводу в советские и международные инстанции.
Снова арестован в декабре 1979 года и в июне 1980 года приговорён по статье 70, часть 1 УК РСФСР (антисоветская агитация и пропаганда) к 7 годам лишения свободы в лагере строгого режима и 5 годам ссылки. Срок отбывал в пермских политических лагерях и в Чистопольской тюрьме. Участвовал в борьбе политических заключённых за свои права, пересылал на свободу письма протеста, часто подвергался наказаниям. В заключении Некипелов тяжело заболел.
С декабря 1986 года находился в ссылке в посёлке Абан Красноярского края. 20 марта 1987 года был освобождён в рамках горбачёвской кампании по помилованию политзаключённых. Освободившись, сразу же подал заявление о выезде из СССР; в сентябре 1987 года вместе с женой уехал во Францию.
Умер в 1989 году, похоронен на Валантонском кладбище близ Парижа.

## Награды
- Офицер ордена Креста Витязя (8 января 2003 года, Литва, посмертно)[7].

## Произведения

### Поэзия
- Между Марсом и Венерой. — Ужгород: Карпаты, 1966. — 78 с.
- Стихи. — Париж: La Presse Libre, 1991. — 224 с.
- Стихи: Избранное. — Бостон: Мемориал, 1992. — 108 с.

### Публицистика
- Из жёлтого безмолвия. 1975 (в соавторстве с А. Подрабинеком).
- Institute of Fools. New York: Farrar Straus Giroux, 1980.
- Некипелов В.А. [www.belousenko.com/books/kgb/nekipelov_institut_durakov.htm Институт дураков]. — Барнаул: Изд-во организации «Помощь пострадавшим от психиатров», 2005..